# John Miltern
John Miltern (13 juillet 1870 - 15 janvier 1937) est un acteur américain de théâtre et de cinéma.
En 1927, il a été un des acteurs arrêté par la police en raison d'un spectacle jugé « indécent ».
Il a été tué par un automobiliste qui l'a percuté alors qu'il promenait son chien en compagnie de l'acteur Basil Rathbone,. Le chauffard s'est avéré être Logan Metcalf, ancien mari de l'actrice Madge Bellamy.

## Théâtre
- 1934 : Yellow Jack (en) :  Major Walter Reed

## Filmographie partielle
- 1916 : New York (en)
- 1918 : Her Final Reckoning (en) d'Émile Chautard
- 1919 : The Profiteers de George Fitzmaurice
- 1920 : On with the Dance (en)
- 1921 : Experience de George Fitzmaurice
- 1922 : Love's Boomerang (en)
- 1922 : The Man from Home (en)
- 1922 : The Man Who Saw Tomorrow
- 1922 : Les Trois Revenants (Three Live Ghosts) de George Fitzmaurice
- 1922 : The Hands of Nara
- 1922 : Le Réquisitoire (Manslaughter) de Cecil B. DeMille
- 1924 : L'Émeute (Tongues of Flame) de Joseph Henabery
- 1925 : En disgrâce (Coming Through) de A. Edward Sutherland
- 1926 : Mondaine de Richard Rosson et Lewis Milestone
- 1927 : À l'ombre de Brooklyn (East Side, West Side) de Allan Dwan
- 1927 : The Love of Sunya d'Albert Parker
- 1932 : Big Town (en) d'Arthur Hoerl
- 1936 : Le Chant des cloches de Gregory Ratoff et Otto Brower
- 1936 : Everybody's Old Man (en) de James Flood
- 1936 : Le Rêve de sa vie (Give Us This Night) d'Alexander Hall

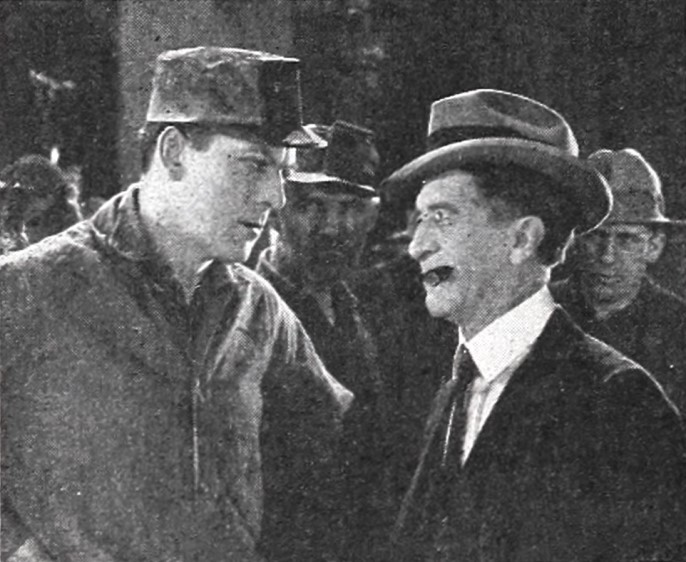
Dans Coming Through (1925)
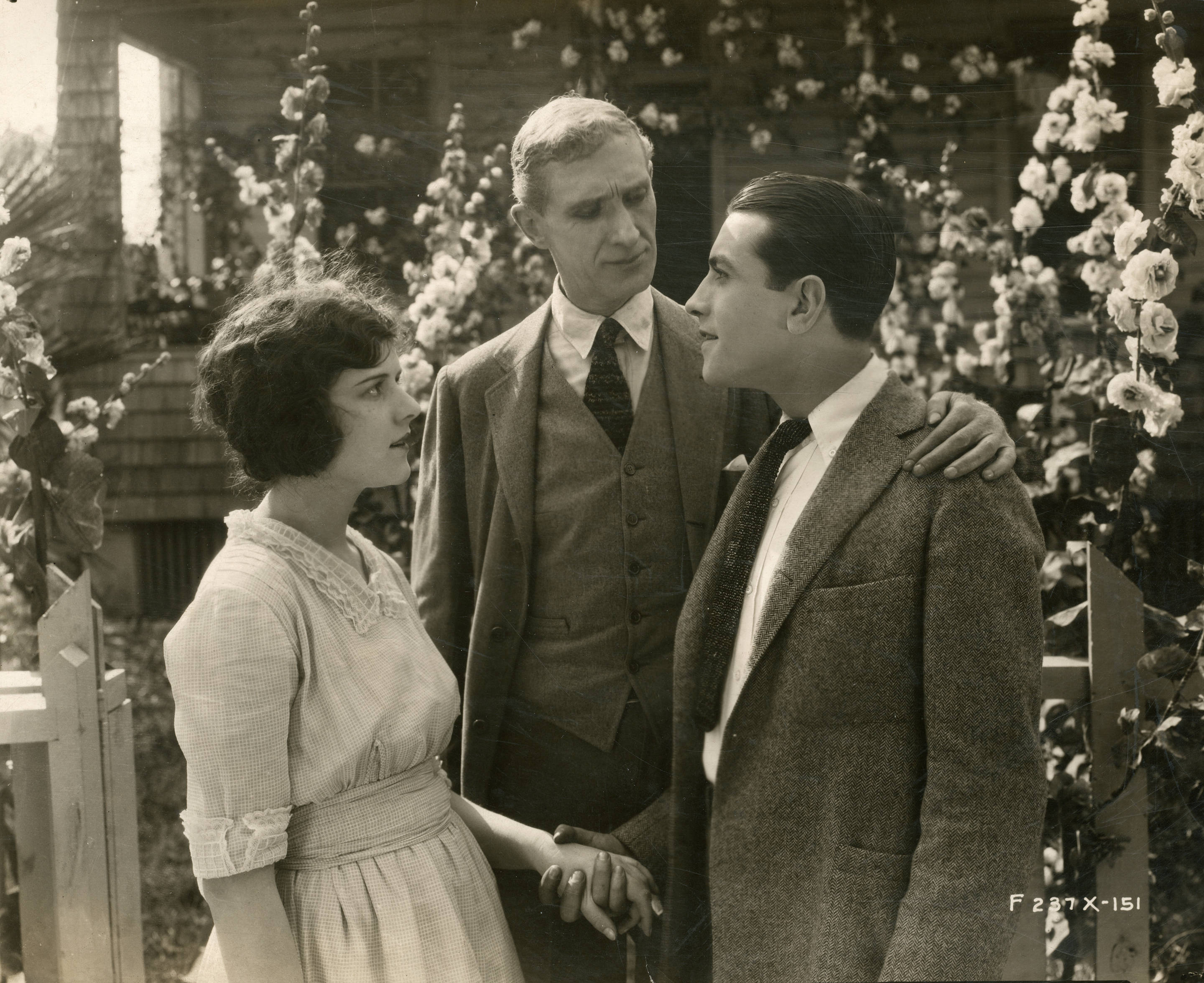
Dans Experience avec Richard Barthelmess (à droite)
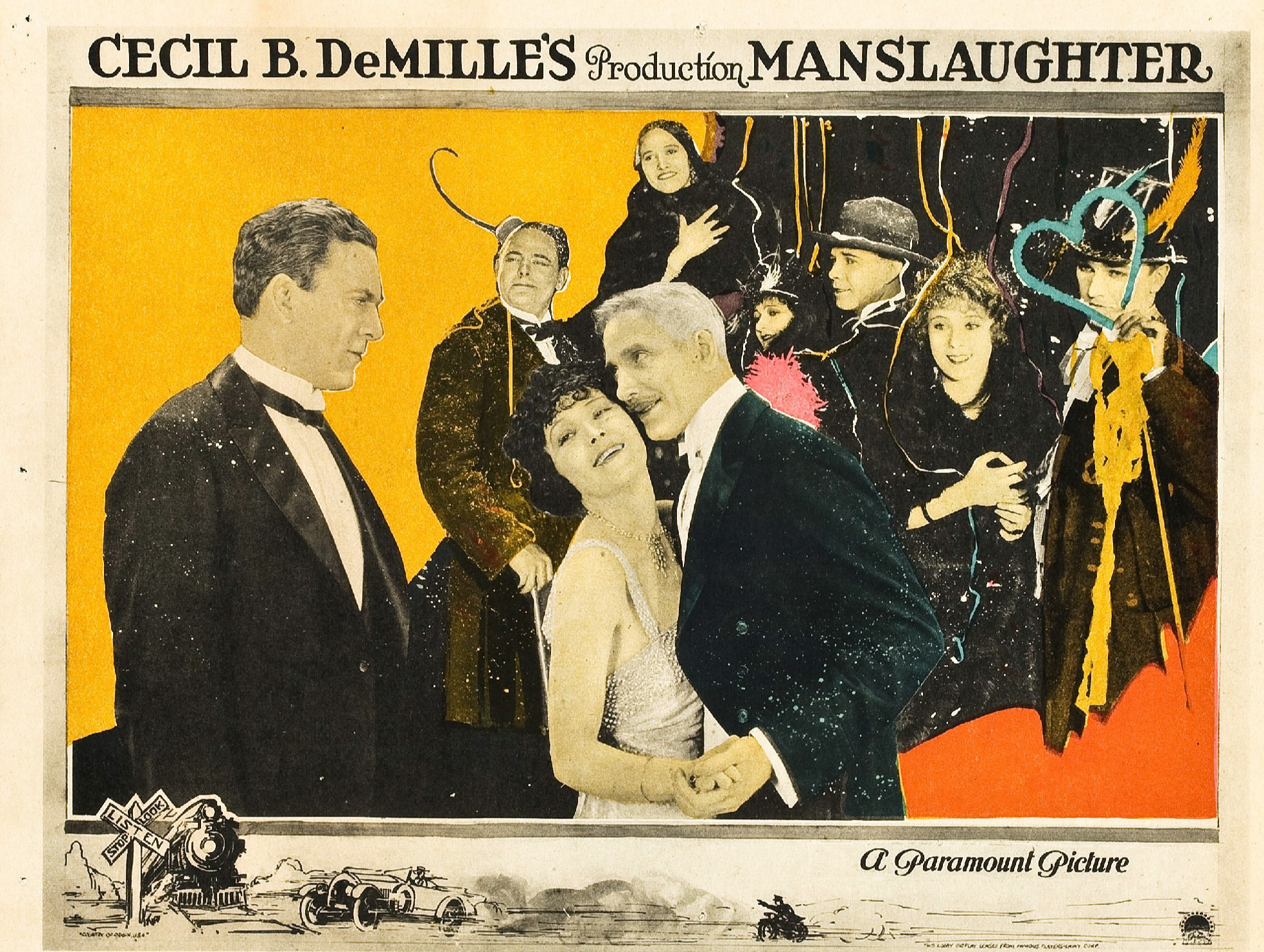
Dans Manslaughter